# (339) Dorothea
(339) Dorothea est un astéroïde de la ceinture principale découvert par Max Wolf le 25 septembre 1892.
Il est nommé en l'honneur de l'astronome franco-américaine Dorothea Klumpke.